# Óin hijo de Glóin
En el legendarium de Tolkien, Óin es un enano del linaje de Durin. Nacido en las Ered Mithrim en 2238 de la Tercera Edad, es hijo de Glóin I. Murió en el 2488 de la Tercera Edad. 
Óin era el Rey de las Montañas Grises de la Casa de Durin, el sucesor de Glóin I. Durante su reinado los Enanos del pueblo de Durin todavía moraban en las Montañas Grises del norte. Durante su reinado se empezaron a reorganizar los Trasgos de las Montañas Nubladas y la Sombra creció.
Más tarde durante el reinado de su nieto Dáin I, los enanos tuvieron que marchar de las Montañas Grises debido a la invasión por parte de los dragones. Óin tenía 250 años cuando murió, habiendo reinado 103 años. Fue sucedido por su hijo, Náin II.
| Predecesor: Glóin I | Casa de Durin 2385 - 2488 T. E.           | Sucesor: Náin II |
| Predecesor: Glóin I | Rey de las Ered Mithrim 2385 - 2488 T. E. | Sucesor: Náin II |

- Datos: Q5994557